# Ilona bajor hercegnő
Ilona Karolina Terézia bajor hercegnő (Helene Caroline Therese, Herzogin in Bayern) (München, 1834. április 4. – Regensburg, 1890. május 16.), a Wittelsbach-ház Pfalz–Birkenfeld–Gelnhausen mellékágának tagja, Erzsébet osztrák császárné és magyar királyné („Sisi”) legidősebb nővére, Thurn und Taxis hercegének felesége. A szülői házban „Nené”-nek nevezték.

## Balsikerű eljegyzés
Ilona hercegnő Miksa József bajor herceg és Mária Ludovika Vilma bajor királyi hercegnő második gyermeke volt, a leányok közül a legidősebb. Már gyermekkorától arra nevelték, hogy ő legyen Ferenc József császár felesége, mivel ez volt a két anya és testvér, Ludovika hercegné és Zsófia főhercegné kívánsága.
Az eljegyzést 1853-ban Bad Ischlben, a császári nyaralóhelyen kellett volna nyélbe ütni, ám Ferenc Józsefnek a szintén jelen lévő, akkor még csak 16 éves Erzsébet („Sisi”) tetszett meg, így Ilona  vőlegény nélkül tért haza.

## Boldog házasság
A megalázó események után depresszióssá vált hercegnőt édesanyja igyekezett férjhez adni, ám nem volt könnyű dolga, hiszen a 22 éves Ilona akkoriban már vénlánynak számított. Végül édesanyja révén megismerte Maximilian Anton Lamoral von Turn und Taxis herceget, aki elbűvölve rögtön megkérte a hercegnő kezét. Bár Thurn és Taxis hercege előkelő és gazdag volt, ám egy királyi vérből származó hercegnőhöz képest mégsem számított „elég jó partinak”, ezért II. Miksa bajor király igyekezett megakadályozni a frigyet.
A házasság 1858-ban, főleg Erzsébet császárné közbenjárására, mégis létrejött. A bajor hercegnők között neki lett végül a legboldogabb házassága, férjének 4 gyermeket szült:
- Louisa (1859–1948), aki Friedrich Eugen Ludwig von Hohenzollern–Sigmaringen felesége lett.
- Elisabeth Marie (1860–1881), aki Miguelnek, Bragança hercegének felesége volt, harmadik gyermekének születése után halt meg.
- Maximilian Maria Karl Joseph Gabriel (1862–1885), nem nősült meg, fiatalon elhunyt.
- Albert (1867–1952), aki a Habsburg–Lotaringiai-ház magyar ágából származó Margit Klementina Mária főhercegnőt (1870–1955), József Károly Lajos főherceg leányát, József nádor unokáját vette feleségül, 7 fiuk és 1 leányuk született. Bátyja halála után, 1885-ben ő lett Thurn und Taxis 8. hercege.

Nem sokkal második gyermekének születése után meglátogatta beteg húgát, Erzsébetet Korfu szigetén. Hazafelé Bécsben a császárnak is beszámolt testvérének rossz egészségi állapotáról.

## Keserű özvegység
Ilona boldogsága azonban nem tartott sokáig: imádott férje megbetegedett, és alig 36 évesen, 1867-ben meghalt. Ilona teljesen összetört, ettől kezdve egész életében a férjét gyászolta. Nem fordult azonban el a világtól, jótékonykodott, igyekezett segíteni a rászorulókon.
A csapások később sem kímélték. Második leánya, Elisabeth 1881-ben váratlanul meghalt, majd alig 23 évesen infarktusban meghalt idősebb fia, Maximilian is.
1890-ben súlyosan megbetegedett. Húga, Erzsébet császárné, akivel mindig jó viszonyban volt, állítólag ezeket a szavakat mondta nővérének annak halálos ágyán: „Mindkettőnknek nehéz időket kellett megélnünk az életben.”, mire Ilona azt válaszolta: „Igen, de voltak érzelmeink”.